# Hipòtesi nul·la
A l'entorn d'estadística, una  hipòtesi nul·la  és una hipòtesi construïda per anul·lar o refutar, amb l'objectiu de donar suport a una hipòtesi alternativa. Quant a la utilització, la hipòtesi nul·la es presumeix veritable fins que una evidència estadística en la forma d'una hipòtesi provada indiqui el contrari. L'ús de la hipòtesi nul·la és polèmic.

## Exemples
- hipòtesi nul·la per a la distribució khi-quadrat:
«Si aquest material genètic segrega en proporcions mendelianes, no hi haurà diferències entre les freqüències observades (Oi) i les freqüències esperades (Ei).»
- hipòtesi nul·la per a la distribució t de Student:
«Si la humitat no influeix sobre el nombre d'ous per fresa, no hi haurà diferències entre les mitjanes d'aquesta variable per a cada regió.»